# Assia-Rumpenheim
Il Langraviato di Assia-Rumpenheim fu un principato tedesco ubicato nell'attuale area dell'Assia. Era governato da un ramo collaterale degli Assia sotto la sovranità territoriale dell'Assia-Kassel.
La casata si originò da Guglielmo d'Assia-Rumpenheim, figlio di Federico III d'Assia-Kassel, alla morte del quale (1837) ottenne i territori di Rumpenheim, dando vita alla nuova linea non sovrana della casa d'Assia. 
Tra i personaggi più famosi appartenenti a questa famiglia, si ricorda Federico Carlo (1868-1940), che divenne formalmente Re di Finlandia nel 1918 con il nome di Väinö I.

## Langravi d'Assia-Rumpenheim (1837-1918)
- Guglielmo (1837-1867)
- Federico Guglielmo (1867-1884)
- Federico Carlo (1884-1918), anche Re di Finlandia

## Capi della Casa d'Assia-Rumpenheim non regnanti (dal 1918)
- Federico Carlo (1918-1940)
- Filippo (1940-1980)
- Maurizio (1980-2013)
- Enrico Donato (dal 2013)